# ثيو هندريكس
ثيو هندريكس (بالهولندية: Theo Hendriks)‏ هو مخطط حضري وسياسي هولندي، ولد في 18 يوليو 1928 في زوتفن في هولندا، وتوفي في 1 يوليو 2015 في خورلا في هولندا. حزبياً، نشط في الحزب الكاثوليكي الشعبي. وقد انتخب عضو مجلس نواب هولندا ‏ (17 مايو 1994 – 19 مايو 1998).